# Merel van Dongen
Merel Didi van Dongen (* 11. Februar 1993 in Amsterdam) ist eine niederländische Fußballspielerin, die sowohl im Mittelfeld als auch in der Abwehr eingesetzt wird. Sie spielt seit 2015 für die Frauen-Nationalmannschaft und spielte von 2018 bis 2020 für Real Betis Féminas in der Primera División. Im April 2020 wechselte sie zu Atlético Madrid.

## Karriere

### Vereine
Merel van Dongen spielte in ihrer Jugend beim Amsterdamer Verein SC Buitenveldert, dann mit männlichen Jugendlichen bei RKSV Pancratius und von 2010 bis 2011 für Ter Leede in Sassenheim. Am 9. September 2011 debütierte sie für ADO Den Haag in der  Eredivisie für Frauenfußball und wurde in der Saison Meister und Gewinner des niederländischen Pokals der Frauen. Nach der Saison wechselte sie in die USA an die University of Alabama und spielte im Collegeteam der Alabama Crimson Tide. Im Januar 2015 kehrte sie zurück in ihre Heimat und spielte bis 2018 für Ajax Amsterdam, mit dem sie noch zweimal das Double gewann. Zur Saison 2018/19 zog es sie in den Süden nach Sevilla zum spanischen Verein Real Betis Féminas. Nach zwei Saisonen wechselte sie im April 2020 zum Ligakonkurrenten Atlético Madrid. Ihren ersten Pflichtspieleinsatz hatte sie für Atlético im Viertelfinale der UEFA Women’s Champions League 2019/20, das jedoch mit 0:1 gegen den Ligakonkurrenten FC Barcelona verloren wurde.
Über ein Leihgeschäft spielte sie für den CF Monterrey Femenil in der Liga MX Femenil, die höchste Spielklasse im mexikanischen Frauenfußball. In der Clausura 2024 (Rückrunde) bestritt sie zwölf Punktspiele in der regulären Saison, in denen sie sechs Tore erzielte, und sechs Punktspiele in den sich anschließenden  

### Nationalmannschaft
Ihr Debüt im orangen Trikot gab sie am 7. September 2008 mit 15 Jahren in der U-17-Mannschaft. Im Oktober nahm sie dann an der 1. Qualifikationsrunde in der Türkei für die U-17-EM teil. Mit drei Siegen und 14:0 Toren wurde die zweite Runde erreicht. In dieser scheiterte die Mannschaft im März 2009 an Frankreich. Van Dongen nahm dann im Oktober mit der Mannschaft einen erneuten Anlauf und half mit, dass sich die Mannschaft mit drei Siegen gegen Kasachstan, Moldawien und die Ukraine für die zweite Qualifikations-Runde der U-17-Fußball-Europameisterschaft der Frauen 2010 qualifizierte. An dieser nahm sie dann selber nicht teil. Stattdessen spielte sie ab 2010 für die U-19-Mannschaft. Am 1. März 2010 kam sie als 17-Jährige zu ihrem ersten Einsatz in der U-19-Nationalmannschaft. In der Qualifikation für die U-19-Fußball-Europameisterschaft der Frauen 2010 bestritt sie alle Spiele beim Miniturnier der 2. Qualifikationsrunde. Bei der Endrunde in Mazedonien war sie ebenfalls dabei und kam bis ins Halbfinale gegen England. Da beide Mannschaften kein Tor erzielen konnten, musste das Elfmeterschießen über den Finaleinzug entscheiden: van Dongen  konnte zwar als vorletzte Niederländerin ihren Elfmeter verwandeln, aber da zuvor ihre Mitspielerin Siri Worm keinen Erfolg hatte, während alle Engländerinnen trafen, waren die Oranjes ausgeschieden. Beim nächsten Anlauf war sie dann wieder an Bord. Im September 2010 wurde bei einem Turnier in Norwegen zusammen mit den Gastgeberinnen die zweite Runde erreicht und auch diese bei einem Turnier in Dänemark überstanden. An der Endrunde in Italien nahm sie ebenfalls teil. Für ihre Mannschaft kam aber bereits in der Vorrunde das Aus. Im September 2011 nahm sie dann wieder an der Qualifikation für die U-19-Fußball-Europameisterschaft der Frauen 2012 teil und erreichte mit ihrer Mannschaft die 2. Qualifikationsrunde. Danach bestritt sie zwar noch einige Spiele für die U-19-Mannschaft, an der zweiten Qualifikationsrunde nahm sie dann aber nicht mehr teil.
Als sich Mandy van den Berg in der Vorbereitung zur EM 2013 beim Testspiel gegen Australien eine Knieverletzung zuzog und damit für die EM ausfiel, wurde van Dongen ohne zuvor in der A-Nationalmannschaft gespielt zu haben für die EM nachnominiert. Bei der EM wurde sie aber nicht eingesetzt. Die Niederländerinnen scheiterten bereits in der Vorrunde als Gruppenletzte und konnten als einzige Mannschaft kein Tor erzielen. 
Ihr Debüt in der A-Nationalmannschaft gab sie erst am 7. Februar 2015 beim 7:0-Sieg gegen Thailand, das erstmals zu einem Spiel in Europa antrat. Sie wurde zur zweiten Halbzeit für Mandy van den Berg eingewechselt. Beim Zypern-Cup 2015 kam sie zu zwei Einsätzen. Am 15. April 2015 wurde sie zunächst in den vorläufigen Kader für die WM 2015 berufen und dann auch am 10. Mai in den endgültigen Kader. Danach kam sie in zwei weiteren Testspielen zum Einsatz und erzielte am 20. Mai beim 7:0 gegen Estland ihr erstes Länderspieltor zum zwischenzeitlichen 3:0. Bei der WM kam sie in drei Spielen zum Einsatz und schied mit ihrer Mannschaft im Achtelfinale durch eine 1:2-Niederlage gegen Titelverteidiger Japan aus.
Für die EM 2017 in ihrer Heimat wurde sie zwar für den vorläufigen Kader nominiert, aus dem endgültigen Kader aber gestrichen. In der anschließenden Qualifikation für die WM 2019 kam sie nur im letzten Playoffspiel gegen die Schweiz zum Einsatz und hatte somit nur einen kleinen Anteil an der geglückten Qualifikation. Sie  wurde dann aber am 10. April für die WM nominiert. Bei der WM, die für ihre Mannschaft mit dem zweiten Platz endete, kam sie in den drei Gruppenspielen sowie dem Achtel-, Viertel- und Halbfinale zum Einsatz, wobei sie viermal in der Startelf stand.
In der anschließenden Qualifikation für die EM 2022 kam sie in neun von zehn Spielen zum Einsatz. Mit zehn Siegen qualifizierten sich die Niederländerinnen für die wegen der COVID-19-Pandemie um ein Jahr verschobene Endrunde. Wegen der Pandemie wurden auch die Olympischen Spiele 2020 um ein Jahr verschoben, für die sich die Niederländerinnen als WM-Zweite erstmals qualifiziert hatten. van Dongen wurde dort bei den Siegen gegen Sambia (10:3) und China (8:2) eingesetzt. Beim 3:3 gegen Brasilien und dem im Elfmeterschießen gegen Weltmeister USA verlorenen Viertelfinale saß sie nur auf der Bank. In der danach begonnenen Qualifikation für die WM 2023 wurde sie in den ersten sieben Spielen dreimal eingesetzt und erzielte beim Sieg gegen Zypern ihr zweites Länderspieltor zum 8:0-Endstand.
Am 31. Mai wurde sie für die EM-Endrunde nominiert. Bei der EM, die für die Niederländerinnen im Viertelfinale endete, kam sie aber nicht zum Einsatz.
Am 30. Juni 2023 wurde sie für die WM-Endrunde nominiert. Sie hatte aber nur einen Kurzeinsatz im letzten Gruppenspiel gegen Vietnam.

## Erfolge
- Niederländischer Meister 2012 (mit Ado), 2016/2017, 2017/2018 (mit Ajax)
- Niederländischer Pokalsieger 2012 (mit Ado), 2016/2017, 2017/2018 (mit Ajax)
- Algarve-Cup-Sieg 2018 (zusammen mit Schweden[11])
- Zweite der Fußball-Weltmeisterschaft 2019
- Gewinn der Supercopa Femenina 2020/21
- Spanische Pokalsiegerin 2022/23
- Mexikanischer Meister Clausura 2024
- Mexikanischer Pokalfinalist 2024

## Sonstiges
Ihre Lebensgefährtin ist die spanische Fußballspielerin Ana Romero.